# Douglas Enefer
Douglas Enefer, né le 10 juillet 1910 à Birmingham et décédé le 8 août 1987, est un écrivain britannique de roman policier, de roman d’aventures et de roman western. Il a signé certains de ses titres sous les pseudonymes Paul Denver, Dale Bogard ou John Power.

## Biographie
Il travaille dans les années 1960 comme journaliste dans la presse britannique régionale, puis nationale. En 1967, il entre au Daily Telegraph de Manchester où il demeure jusqu’à sa retraite en 1981.
En marge de ses activités journalistiques, il écrit quelques romans d’aventures et des westerns, mais surtout plus de quarante romans policiers.  Les aventures de ses deux héros se partagent presque également sa production policière : Dale Shand, un détective privée américain résidant à Londres, dont les récits s’apparentent au roman noir, et Sam Bawtry, un inspecteur de Liverpool qui mène des enquêtes moins violentes sous les ordres du superintendant chef Braxted.
Enefer a rédigé des novélisations de séries télévisées britanniques et américaine. Il a également fait quelques incursions à la télévision, signant notamment en 1966 un épisode de la série Le Saint : The Man Who Liked Lions, saison 5, épisode 8.

## Œuvre

### Romans

#### SérieDale Shand
1. The Deadly Quiet (1961)
2. The Long Chance (1961) Publié en français sous le titre Retrouvez mon fils, Mr Shand, Paris, Librairie des Champs-Élysées, Le Masque no 1394, 1975
3. The Dark Kiss (1965)
4. The Shining Trap (1965)
5. The Last Trick (1965)
6. The Painted Death (1966)
7. The Long Hot Night (1967)
8. The Girl Chase (1968) Publié en français sous le titre Fuite éperdue, Paris, Le Masque no 1089, 1969 ; réédition, Le Club des Masques no 266, 1976
9. Girl in Arms (1968)
10. The Gilded Kiss (1969)
11. The Deadline Dolly (1970)
12. The Screaming Orchid (1972)
13. Pacific North-West (1975)
14. Seven Nights at the Resort (1976)
15. Ice in the Sun (1977)
16. The Goodbye Blonde (1980)
17. The Last Leap (1983)

#### SérieInspecteur Sam Bawtry
1. Pierhead 627 (1968) Publié en français sous le titre Le Môle 627, Paris, Librairie des Champs-Élysées, Le Masque no 1108, 1970 ; réédition, Paris, Librairie des Champs-Élysées, Le Club des Masques no 356, 1978
2. 13 Steps to Lime Street (1969) Publié en français sous le titre À quatre pas d'ici..., Paris, Librairie des Champs-Élysées, Le Masque no 1124, 1970
3. Riverside 90 (1970) Publié en français sous le titre Un joli petit caillou, Paris, Librairie des Champs-Élysées, Le Masque no 1161, 1971 ; réédition, Paris, Librairie des Champs-Élysées, Le Club des Masques no 340, 1978
4. Girl in a Million (1970) Publié en français sous le titre Une fille parmi tant d'autres, Paris, Librairie des Champs-Élysées, Le Masque no 1183, 1971
5. A Long Way to Pitt Street (1972) Publié en français sous le titre Pitt Street, Paris, Librairie des Champs-Élysées, Le Masque no 1253, 1972 ; réédition, Paris, Librairie des Champs-Élysées, Le Club des Masques no 379, 1979
6. Girl on the M6 (1973) Publié en français sous le titre Une blonde sur l'autoroute, Paris, Librairie des Champs-Élysées, Le Masque no 1347, 1974
7. Lakeside Zero (1973) Publié en français sous le titre Une chance à courir, Paris, Librairie des Champs-Élysées, Le Masque no 1362, 1975
8. The Jade Green Judy (1974)
9. The Last Train to Rock Ferry (1975)
10. The Sixth Raid (1979)
11. The Deadly Streak (1982)

#### Autres romans
- The Last Door (1959)
- Sammy (1963) Publié en français sous le titre Un héros malgré lui, Paris, Librairie des Champs-Élysées, Le Masque no 1320, 1974 ; réédition, Paris, Librairie des Champs-Élysées, Le Club des Masques no 409, 1980

#### Roman signé John Powers
- The Big Slam (1953)

#### Romans signés Paul Denver
- Black Stockings for Chelsea (1963)
- Striptease for Murder (1965) Publié en français sous le titre Striptease pour un meurtre, Paris, Presses internationales, Espionnage Choc no 13, 1963
- Send Me No Lilies (1965)
- The Last Laugh (1965)
- Dead on Time (1965)

#### Romans signés Dale Bogard
- Send Her No Lilies (1950)
- The Loveless Die First (1950), court roman
- Lead Her Gently to the Grave (1950)
- Lay the Dame on Ice (1950)
- Speak Softly to the Dead (1951)
- Pardon My Body (1951)
- Nobody Knows the Dead (1951)
- Nobody Died for Johnnie (1951)
- Nine Times Dead (1951)
- Make Sure I’m Dead (1951)
- Don’t Kill Me Twice (1951)
- Double Kill (1952)
- Homicide in Harlem (1952), court roman
- Dark Kiss (1952)

### Novélisations

#### SérieLe Saint
- The Days of Vengeance (1961)

#### SérieChapeau melon et bottes de cuir
- The Avengers (1963)

#### SérieCannon
- I’ve Got You Covered (1973), signé Paul Denver
- The Golden Bullet (1973), signé Paul Denver
- The Deadly Chance (1973), signé Paul Denver
- The Falling Blonde (1975), signé Paul Denver
- It’s Lonely on the Sidewalk (1976), signé Paul Denver
- Farewell, Little Sister (1978), signé Douglas Enefer
- Shoot-Out! (1979), signé Douglas Enefer

## Sources
- Jacques Baudou et Jean-Jacques Schleret, Le Vrai Visage du Masque, vol. 1, Paris, Futuropolis, 1984, 476 p. (OCLC 311506692), p. 64-65.
- Claude Mesplède, Dictionnaire des littératures policières, vol. 1 : A - I, Nantes, Joseph K, coll. « Temps noir », 2007, 1054 p. (ISBN 978-2-910-68644-4, OCLC 315873251), p. 671.